# Svendborg
Svendborg je město na ostrově Fyn v Dánsku. V roce 2019 zde žilo 27 210 obyvatel, Svendborg je tak druhým největším městem na ostrově Fyn. V roce 2000 byl Svendborg označen jako město roku v Dánsku, a v roce 2003 oslavil 750 let od získání práv tržního města. Silničně se Svendborg nachází 195 km jihozápadně od Kodaně, 183 km jižně od Aarhuse, 44,2 km jižně od Odense a 28,5 km východně od Faaborgu.
Ve Svendborgu se nachází muzeum Naturama, ve kterém se nachází mnoho vycpaných zvířat od ptáků až po medvědy. Vznikla zde společnost Maersk, což je největší provozovatel kontejnerových lodí.
Ve městě končí dálnice 9, která dále pokračuje jako silnice 9, která zahrnuje most ze Svendborgu na ostrov Tåsinge a dále na ostrovy Siø a Langeland. Dále se zde též nachází most na ostrov Thurø. Přímo sousedícími sídly jsou Skårup, Kirkeby, Ollerup, Åbyskov, Thurø By, Bregninge a Troense. Ve městě se rovněž nachází přístav Søndre Havn a je napojeno na železniční síť Svendborg-Odense.